# Барановський Олександр Федорович
Олександр Федорович Барановський (рос. Барановский Александр Фёдорович; 1861—1921) — петербурзький архітектор, зять відомого петербурзького зодчого Миколи Никонова .

## Біографія
Навчався в Імператорської академії мистецтв (1893—1901). 1 листопада 1901 року присвоєно звання художника-архітектора за проєкт «Міської Думи в столиці».
Видавець журналу «Домовладелец» (1906—1908), спільно з архітектором П. М. Батуєвим. Служив у Головному управлінні неокладних зборів і казенного продажу питей.
Будинки за проєктами Барановського завжди світлі. Архітектор використовував обробку каменем нижніх поверхів і більш полегшені верхні поверхи та різноманітні віконні прорізи, що характерно для модерну. Багато його будинків прикрашені еркерами і башточками. Архітектор ніколи не використовував скульптурний декор надмірно і активно, скоріше дуже акуратно. Фірмовий знак Барановського — керамічна плитка зеленого кольору, яка є в більшості його будинків. Зелена плитка на фасадах житлових будинків Барановського «відбиває» мансардний поверх або лінію покрівлі.

## Побудови у Петербурзі
Відомі роботи архітектора О. Ф. Барановського у Санкт-Петербурзі . Вказані сучасні адреси:
- Церква Серафима Саровського на Серафимівському цвинтарі . Засадибна вул., 33А — Серебряков пров., 1А (1906—1907)[7]
- Будинок Товариства допомоги бідним жінкам. Дитяча вул., 15к2, 15к2А (1908—1909)[8][9]
- Прибутковий будинок Корнілової. Середній пр. ВО (Васильєвський острів), 56 — 14-а лінія ВО, 41 (1909)[10]
- Прибутковий будинок Нікольського. Великий пр. ПС (Петроградська сторона), 82 (1910)[11]
- Прибутковий будинок Корнілова. Малий пр. ПС, 26-28 — Піонерська вул., 11х (1910)[12]
- Прибутковий будинок Максимової. Рузовська вул., 17 — Клинський пр., 2 (1910)[13]
- Прибутковий будинок — дворовий корпус. Малий пр. ВО, 24 (1910)
- Прибутковий будинок Корнілова. Середній пр. ВО, 45 — 10-а лінія ВО, 27 (1910—1911)[14]
- Прибутковий будинок Заварзіних. Середній пр. ВО, 47 — 11-а лінія ВО, 34 (1910—1911)[15]
- Прибутковий будинок. Іжорська вул., 14 — Рибальська вул., 5 (1911)[16][17]
- Прибутковий будинок Брюханової. Дігтярна вул., 31-33 — 9-а Радянська вул., 29-31 (1911)[18]
- Прибутковий будинок X. Г. Борхова. 19-а лінія ВО, 14 — Великий пр. ВО, 54 (1911—1912)[19]
- Прибутковий будинок Х. Г. Борхова. Великий пр. ВО, 56 (1911—1912)[20]
- Прибутковий будинок. 16-та лінія ВО, 77 (1912)[21]
- Прибутковий будинок Онофрієва. Левашовський пр., 4 (1912)[22]
- Прибутковий будинок Виноградова. Великий пр. ПС, 65 (1912—1913)[23]